# 你那边几点
《你那邊幾點》是蔡明亮執導的第五部電影，同時也是第54屆坎城影展的正式競賽片。

## 劇情
父親過世之後，小康莫名的害怕黑夜，半夜尿急甚至不敢起來廁所。陳湘琪去巴黎之前，向在天橋兜售手錶生意的小康買了隻手錶，一個人飛去花都巴黎，但因語言障礙，讓她在餐廳、地鐵，都出現了生活上的問題。一日,小康心血來潮，把家裡的時鐘調成巴黎的時間，沒想到小康母親卻誤以為是康父顯靈了，瘋狂地將家裡佈置成一片黑暗，等待康父回來，而在巴黎的陳湘琪，也承受不住人在異地的孤寂......

## 演員
- 李康生 - 小康
- 陳湘琪 - 湘琪
- 陸弈靜 - 小康母親
- 苗天 - 小康父親
- 葉童 - 巴黎的香港女子
- 陳昭榮 - 巴黎地鐵的男子
- 蔡閨 - 妓女
- Arthur Nauzyciel - 電話亭裡的男子
- David Ganansia - 餐廳裡的男子
- 讓-皮埃爾·里奧 - 巴黎慕園的男子
- 李幼鸚鵡鵪鶉 - 錄影帶攤位的客人

## 獎項
| 獎項           | 獎項                | 受獎者                        | 階段／結果 |
| -------------- | ------------------- | ----------------------------- | ---------- |
| 第54屆坎城影展 | 金棕櫚獎            | 《你那邊幾點》 台灣、法國     | 提名       |
| 第54屆坎城影展 | 最佳技術大獎        | 杜篤之                        | 獲獎       |
| 第38屆金馬獎   | 最佳劇情片          | 你那邊幾點 汯呄霖電影有限公司 | 提名       |
| 第38屆金馬獎   | 最佳導演            | 蔡明亮                        | 提名       |
| 第38屆金馬獎   | 最佳女配角          | 陸弈靜                        | 提名       |
| 第38屆金馬獎   | 最佳原著劇本        | 蔡明亮、楊碧瑩                | 提名       |
| 第38屆金馬獎   | 最佳音效            | 杜篤之、湯湘竹                | 提名       |
| 第38屆金馬獎   | 評審團特別獎-個人獎 | 蔡明亮 你那邊幾點             | 獲獎       |
| 芝加哥影展     | 最佳導演            | 蔡明亮                        | 獲獎       |
| 芝加哥影展     | 最佳攝影            |                               | 獲獎       |
| 芝加哥影展     | 評審團大獎          | 你那邊幾點 台灣、法國         | 獲獎       |

## 外部連結
- Yahoo奇摩電影上《你那边几点》的資料（繁體中文）
- 開眼電影網上《你那边几点》的資料（繁體中文）
- 豆瓣电影上《你那边几点》的資料 （简体中文）
- 时光网上《你那边几点》的資料（简体中文）
- AllMovie上《你那边几点》的资料（英文）
- 爛番茄上《你那边几点》的資料（英文）
- 香港影庫上《你那边几点》的資料（繁體中文）
- 互联网电影数据库（IMDb）上《你那边几点》的资料（英文）